# Matea
Matea je ženské křestní jméno hebrejského původu. Jde o ženskou podobu jména Mate, což je jedna z chorvatských podob jména Matěj. Nejčastěji se toto jméno vyskytuje v Chorvatsku a v podobě Mateja ve Slovinsku, kde je šestým nejčastějším ženským jménem. Svátek podle chorvatského kalendáře slaví 14. května.
V Chorvatsku je jméno v současné době oblíbené, jeho obliba začala v 80. letech 20. století, nejvíce nositelek žijících k roku 2013 (6,58 %) se narodilo v roce 1996. V roce 2014 žilo na světě přibližně 17 499 nositelek jména Matea, z toho 4 014 v Chorvatsku.

## Domácké podoby
Mezi české domácké podoby jména Matea patří Máťa, Tea, Matejka, Matuška a Maťka.

## Významné osobnosti
- Matea Bošnjaková – chorvatská fotbalistka
- Matea Čičová – chorvatská badmintonistka
- Matea Elezovićová – chorvatská herečka
- Matea Ferková – chorvatská alpská lyžařka
- Matea Ikićová – chorvatská volejbalistka
- Matea Jelićová – chorvatská taekwondistka
- Matea Matoševićová – chorvatská právnička a atletka
- Matea Mezaková – chorvatská tenistka
- Matea Parlovová Koštrová – chorvatská běžkyně
- Matea Pletikosićová – chorvatsko-černohorská házenkářka
- Matea Samardžićová – chorvatská plavkyně
- Matea Sumajstorčićová – chorvatská plavkyně
- Matea Vrdoljaková – chorvatská basketbalistka